# Malemort
Malemort é uma comuna francesa na região administrativa da Nova Aquitânia, no departamento de Corrèze. Estende-se por uma área de 19.65 km². Em 2010 a comuna tinha 8 148 habitantes (densidade: 414,7 hab./km²).
Foi criada em 1 de janeiro de 2016, a partir da fusão das antigas comunas de Malemort-sur-Corrèze e Venarsal.